# Kokory
Kokory är en ort i Tjeckien.   Den ligger i regionen Olomouc, i den östra delen av landet, 220 km öster om huvudstaden Prag. Kokory ligger 221 meter över havet och antalet invånare är 1 099.
Terrängen runt Kokory är platt. Runt Kokory är det tätbefolkat, med 636 invånare per kvadratkilometer. Närmaste större samhälle är Přerov, 7,0 km sydost om Kokory. Trakten runt Kokory består till största delen av jordbruksmark.